# Ladislav Preininger

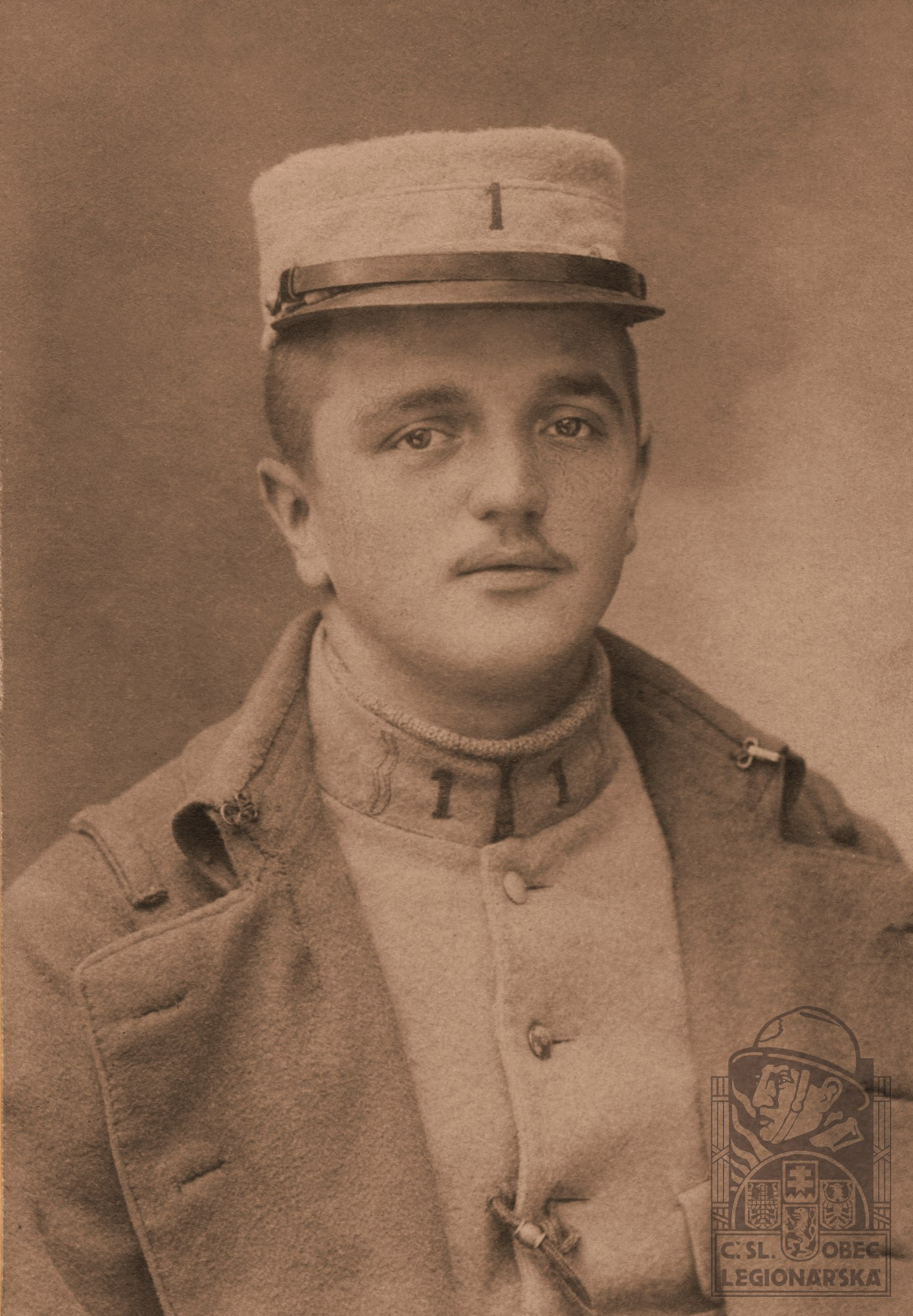
Ladislav Preininger jako příslušník roty Nazdar (1914/1915)

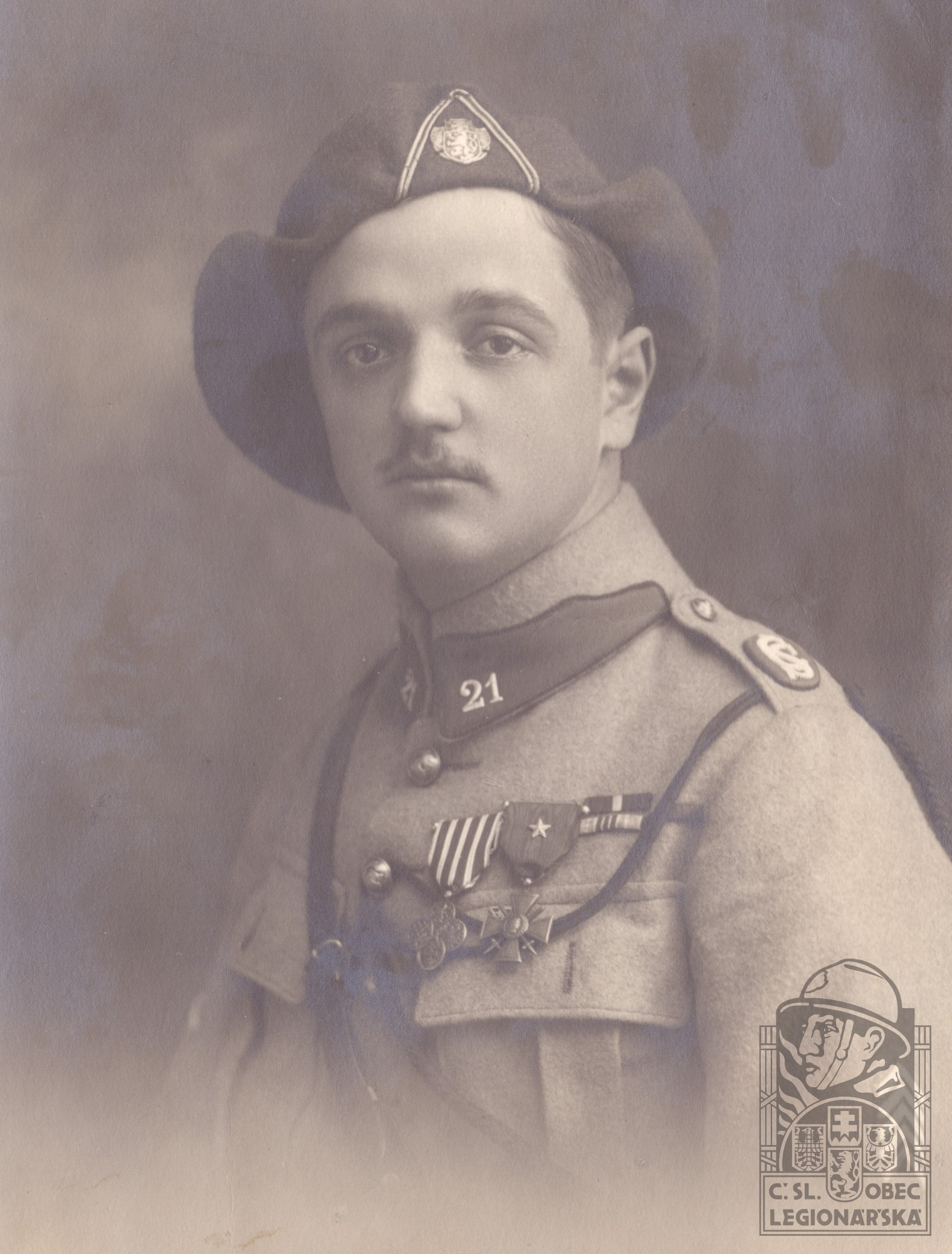
Ladislav Preininger v první světové válce

Plukovník Ladislav Preininger (2. července 1895 Královské Vinohrady – 1. října 1941 Ruzyně) byl československý legionář, důstojník a odbojář z období druhé světové války popravený nacisty.

## Život

### Mládí a první světová válka
Ladislav Preininger se narodil 2. července 1895 na Královských Vinohradech v rodině knihtiskaře, na kterého se také u svého otce vyučil. V roce 1913 odjel na obchodní zkušenou nejprve do Vídně a poté do Paříže, kde se vzdělával v umělecko-průmyslových kurzech. Zde ho také zastihlo vypuknutí první světové války. Přihlásil se do Roty Nazdar a už od roku 1914 bojoval na německé frontě. V květnu 1915 byl těžce raněn u Arrasu. Po rekonvalescenci byl převelen do severní Afriky (Alžírsko), na vlastní žádost se ale vrátil do bojů. V roce 1917 bojoval na Soluňské frontě, po onemocnění malárií musel být opět hospitalizován. Poté se vrátil do Francie a u Cognacu vstoupil do Československých legií. Bojoval na několika bojištích, do Československa se vrátil přes Itálii v lednu 1919.

### Vojenská kariéra mezi světovými válkami
Brzy po návratu do Československa se Ladislav Preininger zúčastnil na pozici pobočníka velitele praporu Sedmidenní války o Těšínsko, poté krátce velel četě Hradní stráže. Mezi květnem a zářím 1919 se zúčastnil jako velitel roty bojů proti Maďarům, během kterého dosáhl hodnosti poručíka, následně se vzdělával na pěchotní důstojnické škole ve Francii. Po návratu v červenci 1920 působil jako instruktor na Vojenské akademii v Hranicích a dále jako velitel roty v Terezíně. Mezi lety 1925 a 1927 studoval na Vysoké škole válečné v Praze, do roku 1934 již v hodnosti štábního kapitána sloužil jako pobočník náčelníka francouzské vojenské mise generála Louise Fauchera. Mezi lety 1934 a 1936 vyučoval francouzštinu na Vysoké škole válečné, poté postupně sloužil v Jaroměři, Milovicích, Vyškově a Kolíně. Po vyhlášení mobilizace v roce 1938 byl převelen do Košic, kde působil ve funkci náčelníka štábu. V říjnu 1938 se vrátil do Milovic, kde sloužil až do rozpuštění armády po německé okupaci.

### Protinacistický odboj
V září 1939 nastoupil Ladislav Preininger na post odborového rady na Ministerstvu sociální a zdravotní správy v Praze. Bezprostředně po německé okupaci vstoupil do odbojové organizace Obrana národa a stal se členem jejího ústředního vedení. Vzhledem ke svému předválečnému členství v Sokole se stal i spojkou na sokolský odboj. Dne 30. července 1940 byl zatčen gestapem ve svém bytě v Nuslích. Vězněn byl v pankrácké věznici, dne 1. října 1941 byl stanným soudem odsouzen k smrti a téhož dne zastřelen v ruzyňských kasárnách.

## Publikační činnost
Ladislav Preininger je autorem nebo spoluautorem knih s tematikou bojů první světové války:
- Marocká divise a česká účast v jejích řadách ve světové válce (1929)
- Československá legie ve Francii (1930)
- Přísaha - Deník legionáře Ladislava Preiningera (2016, spoluautorkou dcera Milena Freimanová)

## Rodina
Dcerou Ladislava Preiningera je kunsthistorička Milena Freimanová, jejímž manželem byl režisér Přemysl Freiman. Vnučkami Ladislava Preiningera a dcerami Mileny Freimanové jsou teatroložka a disidentka Anna Freimanová a herečka Veronika Freimanová.

## Ocenění

### Vyznamenání
- Československý válečný kříž 1914–1918
- Československá revoluční medaile
- Československá medaile Vítězství
- Řád čestné legie V. a IV. třídy
- Croix de guerre
- Francouzská pamětní medaile na Velkou válku
- Verdunská medaile
- Médaille militaire
- Medaglia de la Unita di Italia
- Československý válečný kříž 1939 i. m.

### Posmrtná ocenění
- V roce 2014 přijal Prapor zabezpečení AČR ve Vyškově čestný název Plukovníka Ladislava Preiningera[2]